# الدولة الأرتقية

## تاريخ الأرتقيون
بعد انتصار السلاجقة في معركة ملاذكرد جاء الأرتقيون إلى الأناضول مع القبائل التركية الأخرى. كان مؤسس السلالة «أرتق بن أكسب» حاكما للقدس وفلسطين من قبل السلاجقة عام 1086 م. خلفه أبناؤه سنة 1091 م. قام الفاطميون بطردهم من فلسطين سنة 1098 م. فرت الأسرة إلى شمال العراق وشرق سورية واستطاعت أن تؤسس إمارة جديدة.
أسس سقمان (1098-1104 م) فرعا حكم في ديار بكر وحصن كيفا (1098-1232 م)، كما قام أخوه إيلغازي (1104-1122م) والذي شغل منذ 1101 منصبا مهما لدى دولة العباسيين (متصرف بغداد). بتأسيس فرع حكم في ماردين وميافارقين (1104-1408 م) ثم فرعا آخر حكم في خرتبرت (هاربوت) (1185-1233 م).
في بدايات عهد حكم الأسرة كانت رسميا تحت سلطة السلاجقة ثم وضعت نفسها تحت سلطة الزنكيين ثم الخوارزمشاهات. لم تعرف دولة الأرتقيون الاستقلال الحقيقي إلا مع ظهور الإمارات الصليبية في بلاد الشام. بلغت الدولة أوجها في عهد نصر الدين محمود (1201-1222 م) في ديار بكر. قضى الأيوبيون سنة 1232 م على هذا الفرع، ثم جاءت نهاية فرع ماردين على يد الخرفان السود (القراقويونلو) سنة 1408 م.

## تأسيس الدولة
عمل السلاجقة على استمالة قبيلة الدقر بمنحها الإقطاعات، وفوضوا إلى أفراد منها قيادة بعض الحملات العسكرية، فبرز منهم أُرْتُق الذي كان من أبطال المغامرين، ثم أصبح من مماليك السلطان السلجوقيّ ملك شاه بن ألب أرسلان، وقدّم له خدمات عسكريّة كبيرة في جهات عدّة فقاتل البيزنطيّين في آسيا الصغرى سنة 465 هـ/1072م، وقاتل قرامطة البحرين سنة 470 هـ/1077م، وأخضع المنطقة للسلاجقة، واستولى على حُلْوان والجبُّل وما جاورهما شرقي العراق، فولاه ملك شاه على حلوان وماوليها من العراق حتى سنة 477 هـ/1084م. وشارك في حملة السلاجقة الثانية على بلاد الشام وديار بكر، وكان له دور مهم في الاستيلاء على الموصل. ثم نقل خدماته إلى الشام ودخل في طاعة تاج الدولة تُتُش بن ألب أرسلان وساعده في قتاله مع سليمان بن قتلمش. ونظراً لما اتّصف به أُرْتُق من الشجاعة والإِقدام وحسن التوفيق في الحروب فقد أقطعه تُتُش القدس سنة 479 هـ/1086م، لما لها من أهميّة دينيّة من جهة، ولوقوعها على الخطوط الأمامية في الصراع بين السلاجقة والفاطميّين من جهة أخرى، وتوفيّ أُرْتُق فيها سنة 484 هـ/1091م، تاركاً حكمها لولديه سُقمان (سكمان) وإِيلغازي.
الدَوْلَةُ الأرْتُقِيَّةُ، نسبة إلى أرتق بن أكسب، ومنه سلالة الأراتقة أو الأرتقيين أو بني أرتق التركمانية، حكمت جنوب شرق الأناضول (ديار بكر ومردين) وشمال الجزيرة الفراتية، ما بين 1098 م - 1232 م، (واستمرت بعض الفروع حتى 1408 م).

## انقسام إمارة الأراتقة
أما إِيلغازي ففارق أخاه بعد لجوئهما إلى دمشق وسار إلى بغداد وحصل على حلوان، التي كانت لأبيه، إقطاعًا له، وتسلّم "شحنة" بغداد فلم يحسن السيرة فيها وتسبّبت فتنة سنة 496هـ = 1102م في خروجه منها، فارتدّ إلى حلوان.
وما إِن علم بوفاة أخيه سقمان حتى سار إلى ديار بكر واستولى على ماردين وبعض الحصون الأرتقية الأخرى. على حين أخذ ابن أخيه إبراهيم بن سقمان حصن كيفا، فانقسمت إِمارة الأراتقة في ديار بكر إِلى قسمين فكانت مارِدِين قاعدة إِيلغازي بن أرتق وأبنائه، وكان حصن كَيْفا قاعدة أبناء سُقمان بن أرتق، وكان يتّبع كلًا من هاتين الإِمارتين عدد من الحصون والقرى، التي كانت تتّسع أو تتقلص بحسب قوّة الأراتقة وضعفهم من جهة، وبحسب الظروف العامّة التي كانت تعيشها المنطقة من جهة أخرى. ولم يحاول أي من الطرفين في البداية توحيد الإِمارتيّن لمجابهة الأخطار المحدقّة بهما، بل كثيرًا ما كانت العلاقات تسوء بين الإِمارتيّن إلى درجة الحرب والغزو. 

## معرض صور

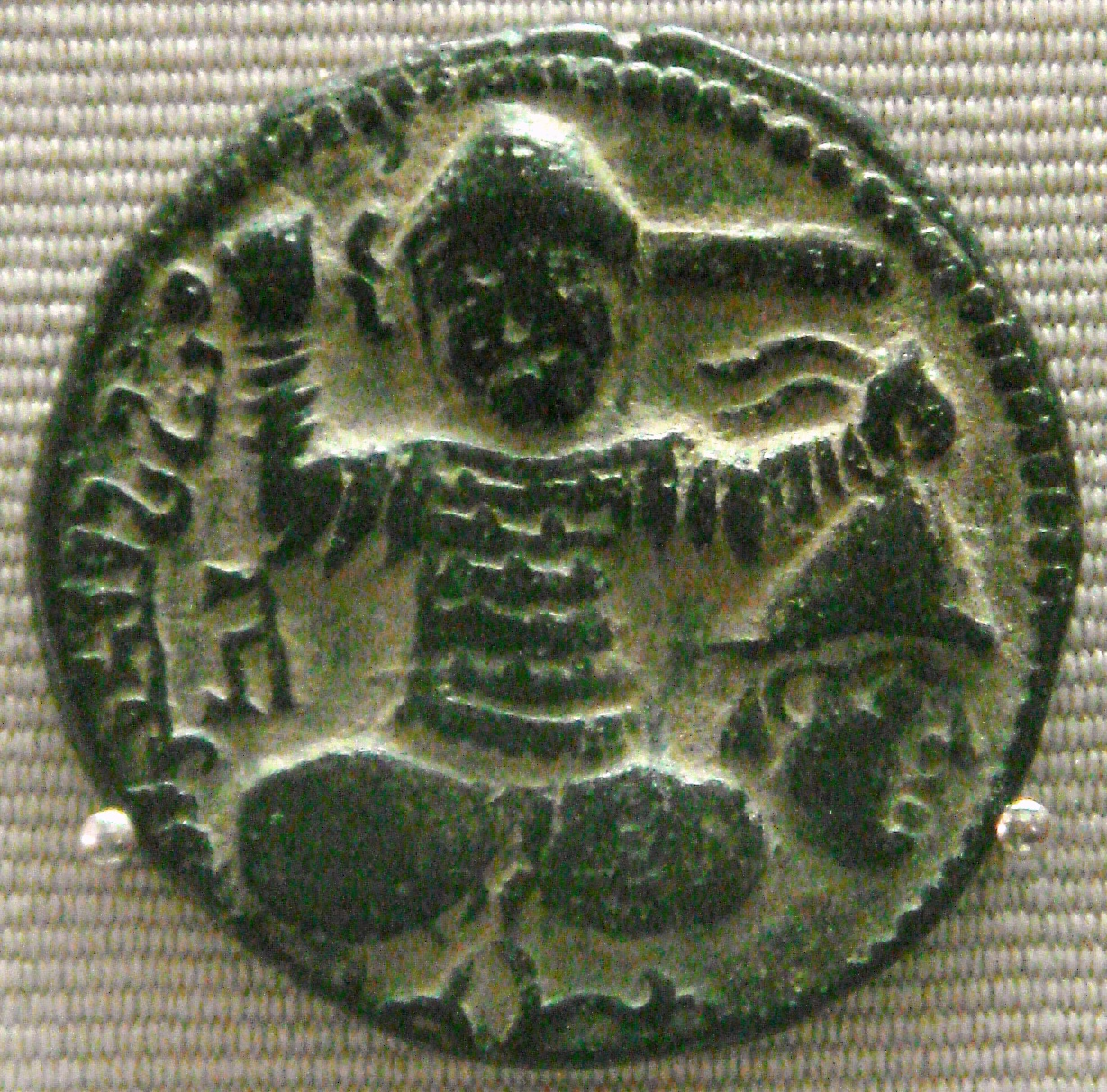
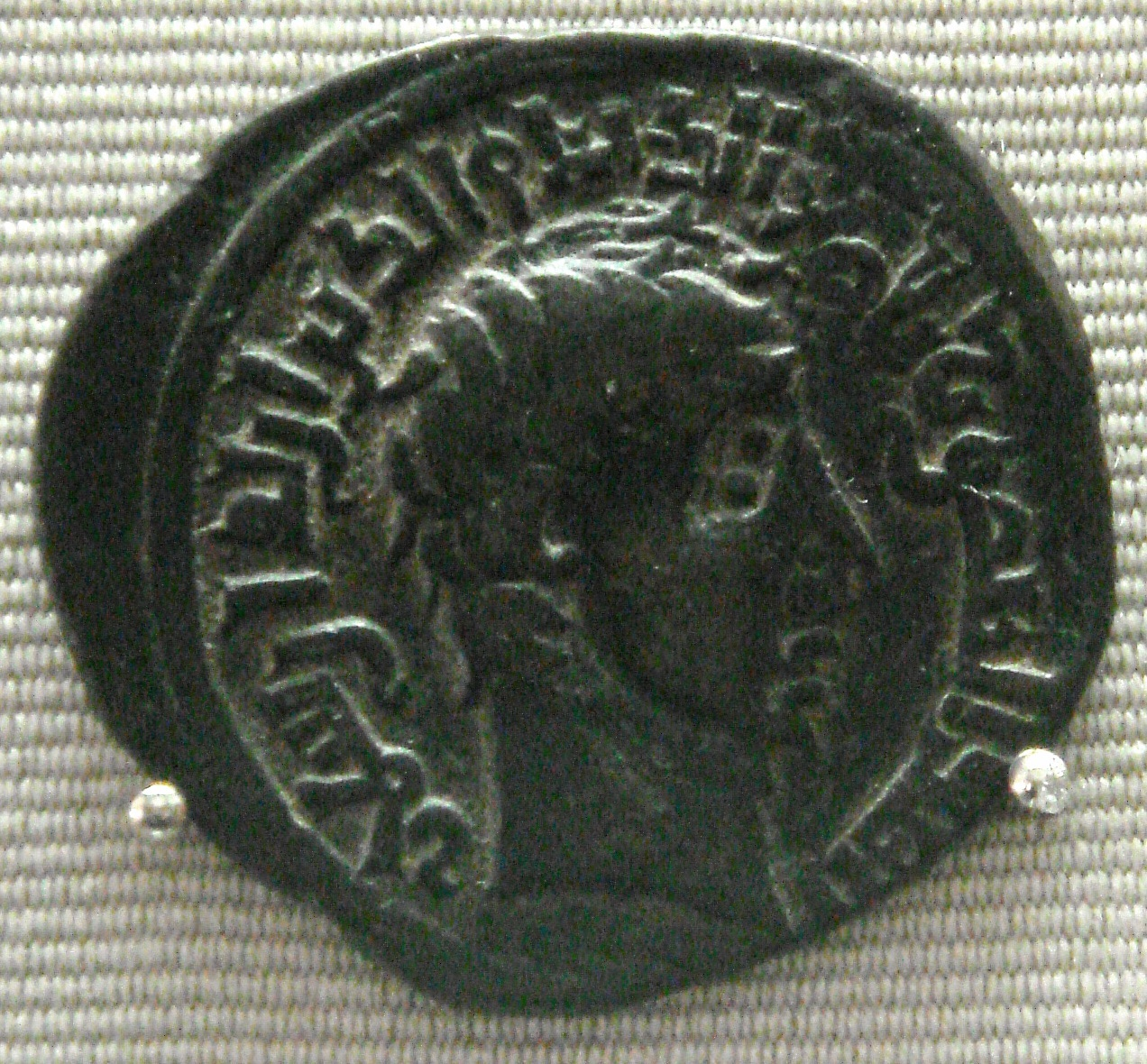
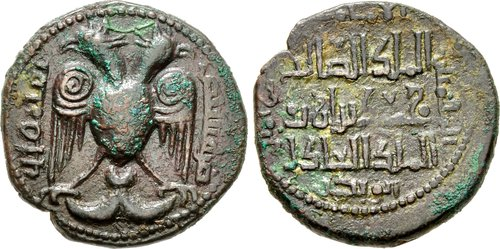
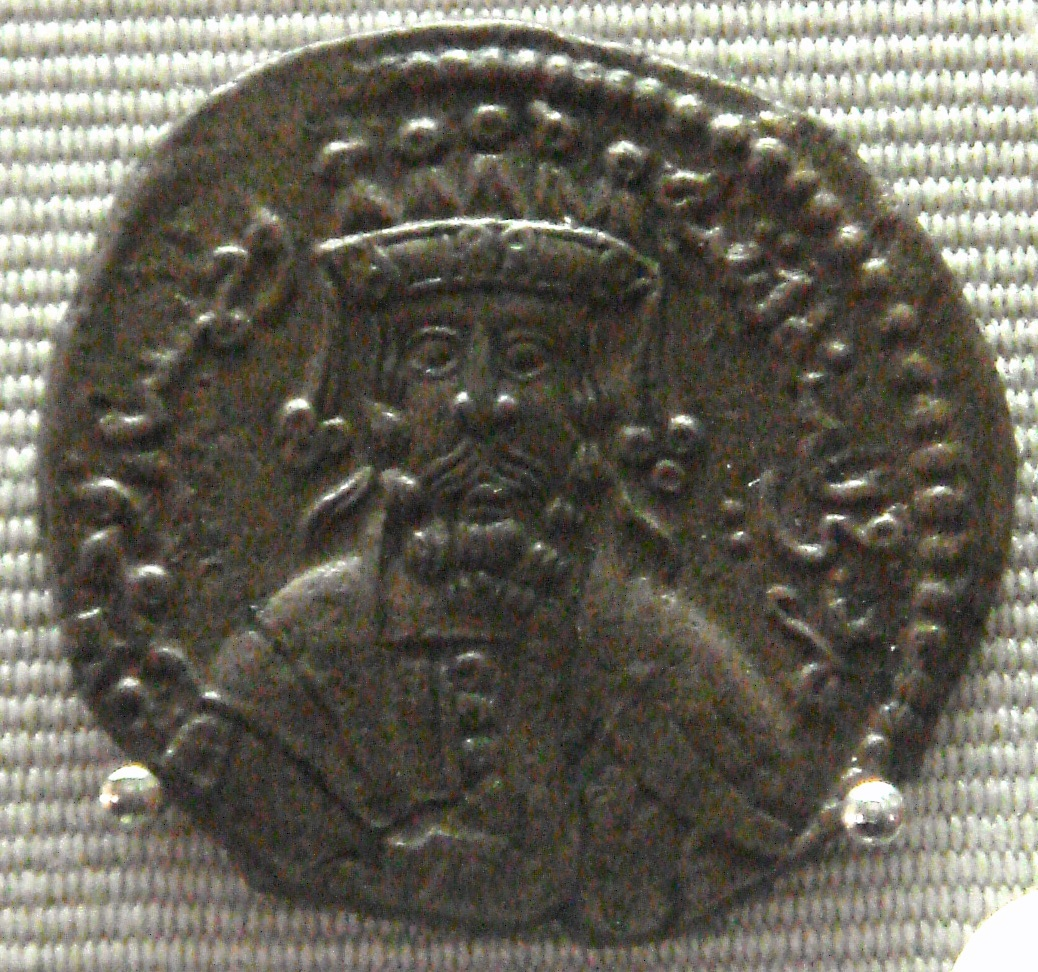

### علاقتهم بالخلافة العباسيّة والسلطنة السلجوقيّة
أما علاقة الأراتقة الرسميّة بالخلافة العباسيّة والسلطنة السلجوقيّة منذ تأسيسها حتى سنة 521هـ =/ 1127م، فقد كانت وديّة فيما عدا مرات قليلة، وكانوا يخطبون للخلفاء العباسيّين، وللسلاطين السلاجقة معًا ويضربون السكّة باسمهم، ويقدمون لهم الطاعة والخضوع الاسميّ، فضلًا عن وضع قواتهم، ولو اسميًا بتصرّف السلاجقة. وربما أدّوا إِليهم قطيعة (إِتاوة) سنويّة بحسب ما هو مقرّر في النظام الإِقطاعيّ السلجوقيّ  .

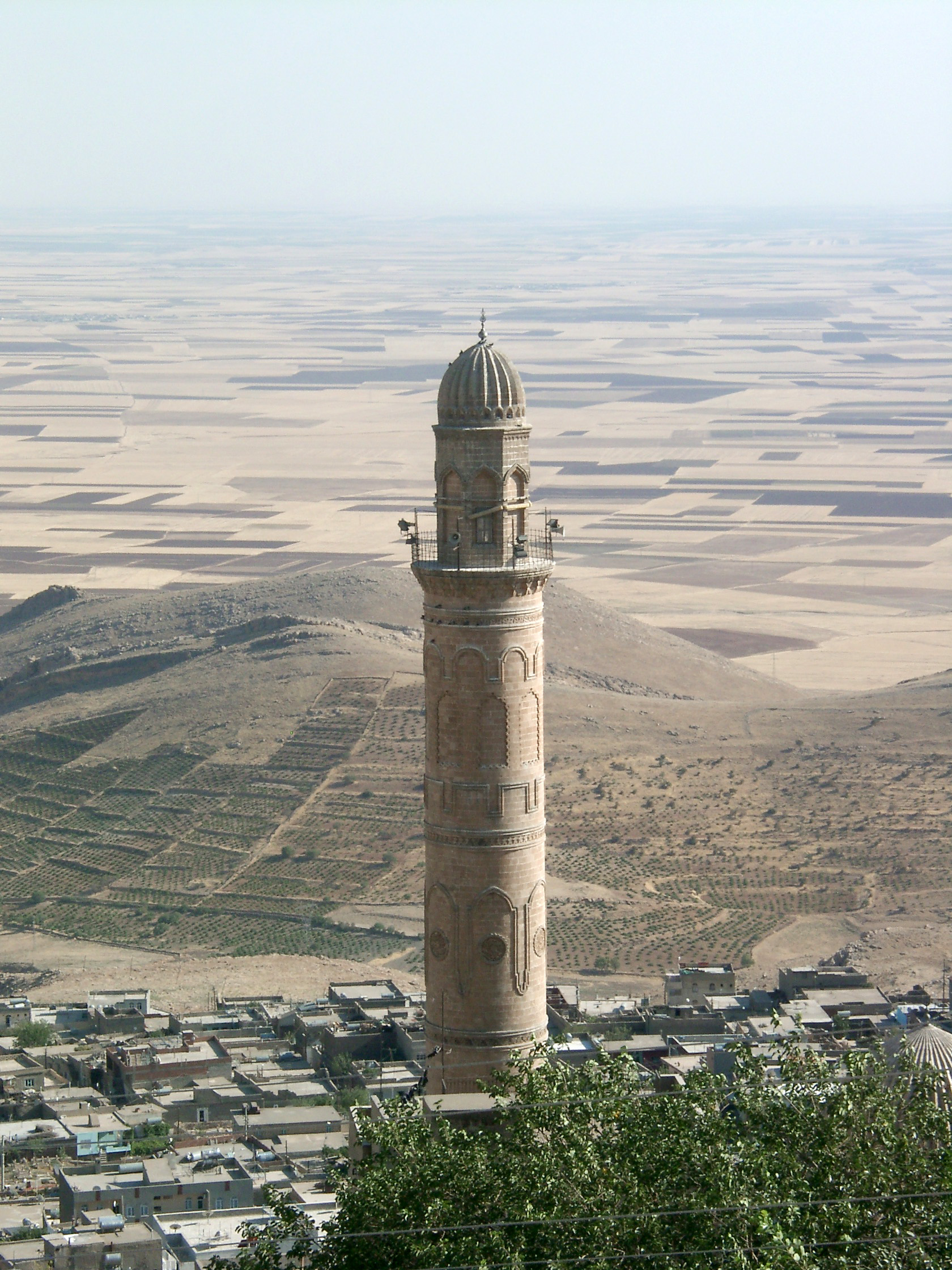
الجامع الكبير (ماردين) من نماذج العمارة الأرتقية

## قائمة الأمراء في ماردين

رمز الأراتقة كان التنين كما يظهر في مطرقة الباب المصورة

| الحاكم                               | الحياة | الحكم      |
| ------------------------------------ | ------ | ---------- |
| نجم الدين إلغازي السعيد بن أرتق      | -      | 1104-1122م |
| حسام الدين تيمور شاه بن إلغازي       | -      | 1122-1152م |
| نجم الدين ألبي بن تيمور شاه          | -      | 1152-1176م |
| قطب الدين إلغازي الثاني بن ألبي      | -      | 1176-1184م |
| حسام الدين يلق أرسلان بن إلغازي      | -      | 1184-1185م |
| نصير الدين أرتق أرسلان بن إلغازي     | -      | 1200-1239م |
| نجم الدين غازي السعيد بن أرتق أرسلان | -      | 1239-1259م |
| قرا أرسلان بن غازي                   | -      | 1259-1291م |
| شمس الدين داود بن قرا أرسلان         | -      | 1291-1293م |
| نجم الدين غازي الثاني بن قرا أرسلان  | -      | 1293-1312م |
| عماد الدين علي ألبي بن غازي          | -      | 1312-1312م |
| شمس الدين صالح الأول بن غازي         | -      | 1312-1363م |
| أحمد المنصور بن صالح                 | -      | 1363-1367م |
| محمود الصالح بن أحمد                 | -      | 1367-1367م |
| المظفر داود بن صالح                  | -      | 1367-1376م |
| الظاهر عيسى بن داود                  | -      | 1376-1406م |
| الصالح الثاني بن داود                | -      | 1406-1408م |

## قائمة الأمراء في خرتبرت
قائمة الأمراء في خرتبرت:
|   | الحاكم                        | الحياة    | الحكم     |
| - | ----------------------------- | --------- | --------- |
| 1 | أبو بكر بن قرا أرسلان         | ....-.... | 1185-1203 |
| 2 | نظام الدين إبراهيم بن أبي بكر | ....-.... | 1203-1223 |
| 3 | أحمد الخذر بن إبراهيم         | ....-.... | 1223-1234 |
| 4 | نور الدين أرتق شاه بن الخذر   | ....-.... | 1234-1234 |

## المصدر
- Islam: Kunst und Architektur
- الأرتقيون
- الموسوعة العربية